# ヴァンデミエール 葡萄月の反動
『ヴァンデミエール 葡萄月の反動』（ヴァンデミエール ぶどうづきのはんどう）は白泉社の『花とゆめ』に掲載されていた川原泉の作品。

## ストーリー
貧乏な高校生・沢登蕗子は、学校の夏休み中、日給1万円・3食昼寝付という割のいいアルバイトを見つけ、高級避暑地の立派な別荘にやってきた。そのアルバイトの内容とは、事故で記憶が欠落し、9歳の少年となってしまった、旧財閥系名門の御曹司・貴島覚の子守りだった。

## 登場人物
沢登蕗子
高校生。貴島家にアルバイトに来た。3歳下に拓也という弟がいる。両親を亡くしており、沢登家の家計と家事を一身に背負っている。
貴島覚
旧財閥系で名門の貴島家の御曹司。事故で「9歳の夏休み」からの現在までの記憶を失っており、現在は9歳の男子小学生として生活している。事故以前は「日本経済の最終兵器」とまで呼ばれる27歳の一流財界人であった。